# Delaney Bramlett
Delaney Bramlett (Pontotoc, 1º luglio 1939 – Los Angeles, 27 dicembre 2008) è stato un chitarrista, cantante e attore statunitense noto prevalentemente per la sua militanza nel gruppo Delaney and Bonnie e per la sua carriera solista.

## Biografia
Bramlett iniziò a suonare la chitarra quando aveva otto anni, ma non ha preso sul serio lo strumento fino all'adolescenza. Ha iniziato a cantare a scuola e a dodici anni aveva un quartetto. Bramlett si arruolò nella Marina degli Stati Uniti prima dei 17 anni, prestando servizio per due anni e mezzo o tre anni.
Bramlett si stava esibendo al Palomino Club di North Hollywood quando gli fu chiesto di apparire in un episodio pilota per un nuovo show televisivo, Shindig!. Nel 1965, Bramlett divenne membro degli Shindogs, band locale. Ha collaborato come compositore con i colleghi musicisti Joey Cooper, Mac Davis e Jackie DeShannon.
Bramlett fu il primo artista a firmare per la Independence Records, guidata da Phil Skaff. Il suo singolo di debutto "Guess I Must be Dreamin" fu prodotto da Russell, entrando nel sondaggio di Cashbox "Looking Ahead" il 14 maggio 1967

## Discografia

### Solista
- 1972 - Some Things Coming
- 1973 - Mobius Strip
- 1975 - Giving Birth to a Song
- 1977 - Class Reunion
- 1998 - Sounds from Home
- 2004 - Sweet Inspiration
- 2007 - A New Kind of Blues

### Con i Delaney and Bonnie
- 1969 - Home
- 1969 - Accept No Substitute
- 1970 - To Bonnie from Delaney
- 1971 - Motel Shot
- 1972 - D&B Together